# Bécarde à calotte noire
Pachyramphus marginatus
Espèce
Répartition géographique
Statut de conservation UICN

 LC  : Préoccupation mineure
La Bécarde à calotte noire (Pachyramphus marginatus) est une espèce de passereaux de la famille des Tityridae.

## Description

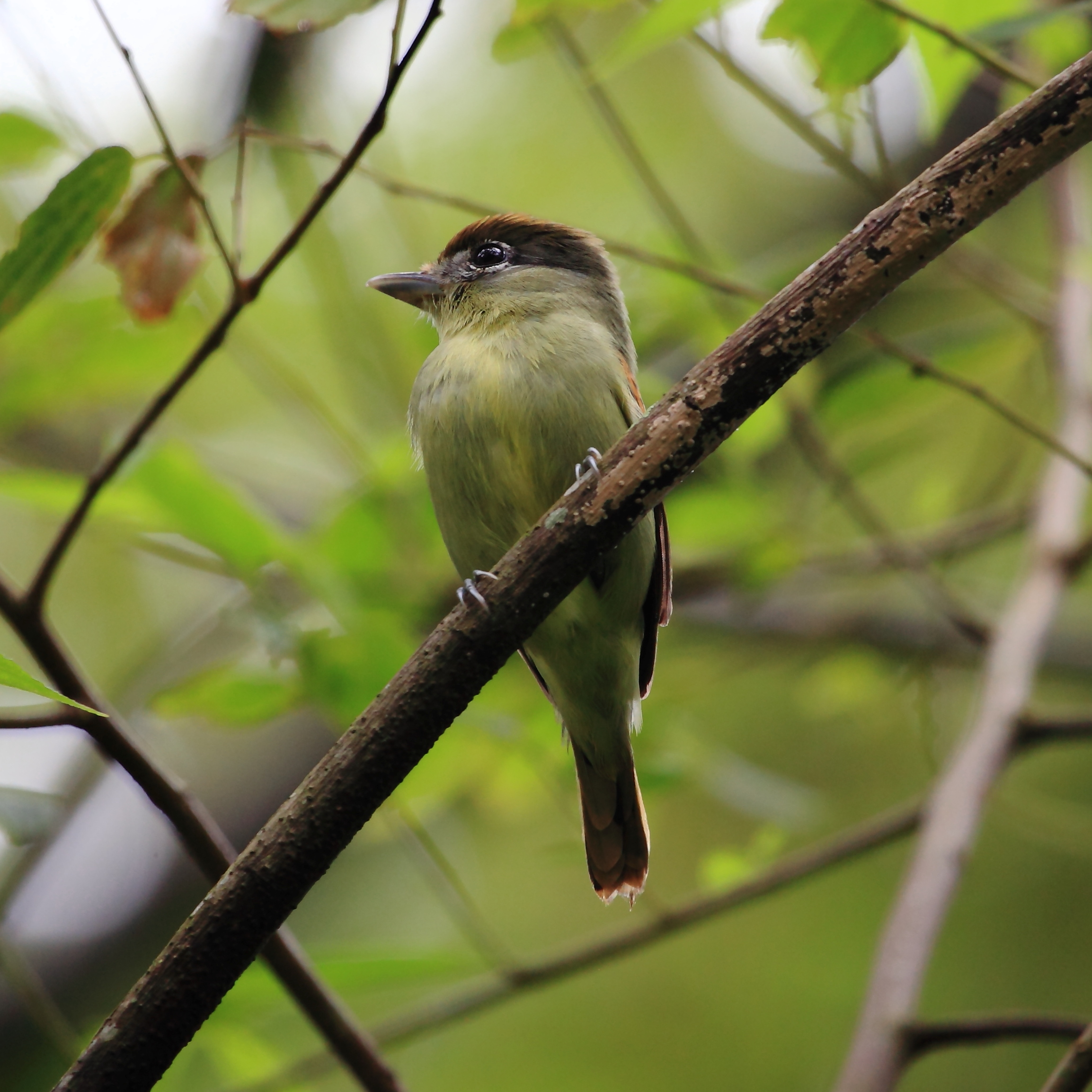
Une femelle.

## Liste des sous-espèces
Selon la classification de référence du Congrès ornithologique international (15.1, 2025) :
- P. m. nanus Bangs & Penard, 1921 — Amazonie ;
- P. m. marginatus (Lichtenstein, MHK, 1823) — forêt atlantique.